# Safari

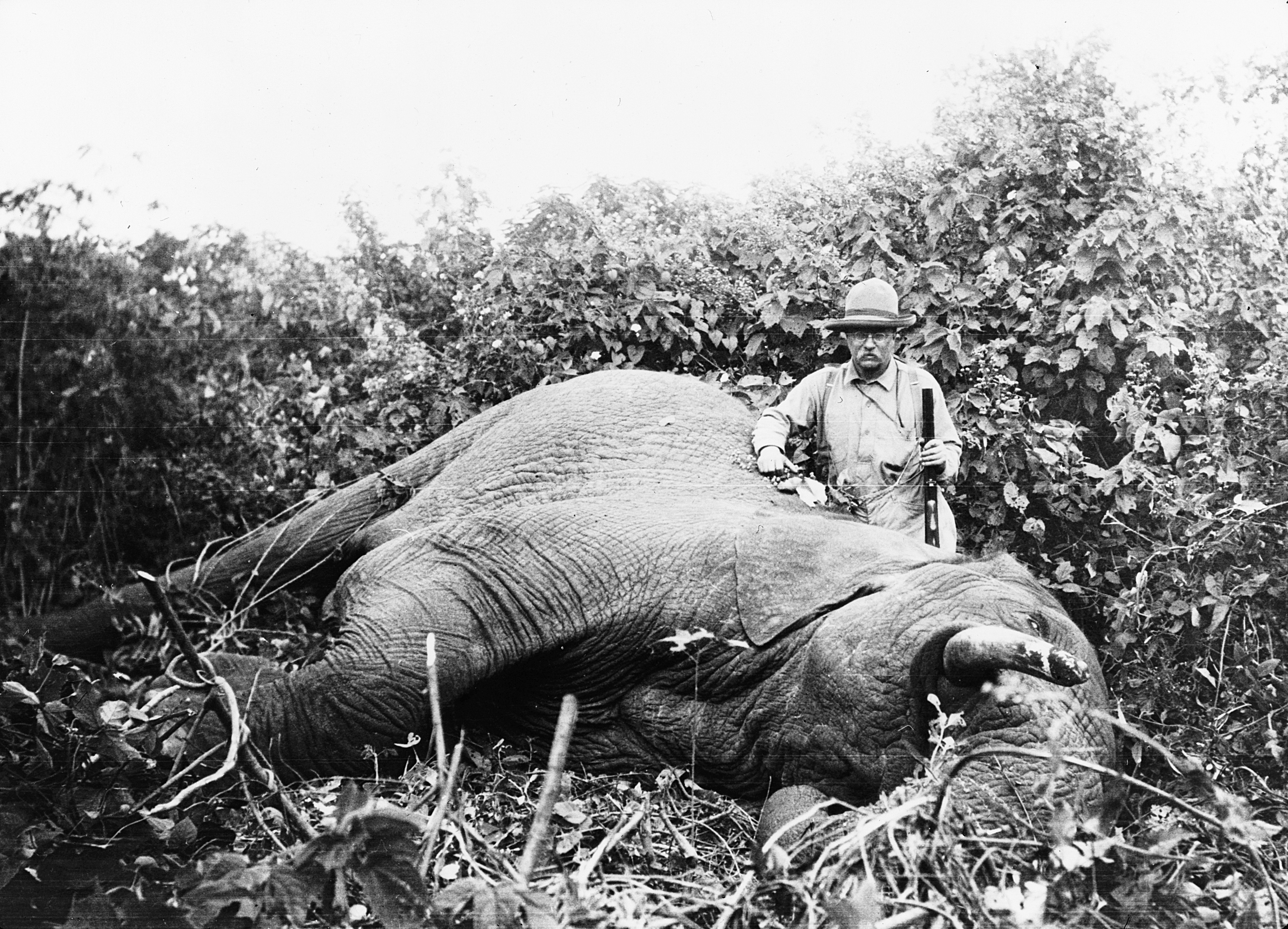

Safari (din arabă: سفر , safar, însemnând călătorie) este o expediție de vânătoare, care se desfășoară în savanele din Africa, în scopul vânării unor mamifere mari (elefanți, girafe, lei etc.)
Safari, ca ramură distinctă a vănătorii, a fost promovată de autorul american Ernest Hemingway și președintele Theodore Roosevelt. Aceasta se referă la o călătorie de câteva zile sau chiar săptămâni prin savană, în încercarea de a vâna o pradă mare. În prezent, termenul este folosit cu referire la diverse tururi prin parcurile naționale africane, în care pot fi urmărite sau vânate animalele sălabatice.
Vânătorii sunt de obicei turiști, însoțiți de ghizi localnici profesioniști. Un tip special de safari este solo-safari, pentru care vânătorul trebuie să-și însușească de unul singur toate permisele, pregătirile și echipamentul. Printre vânătorii de trofee, cei care au întreprins expediții de acest tip primesc cea mai mare admirație.
Safari-ul fotografic, expediția de fotografiere a naturii sălbatice, este la ora actuală din ce în ce mai popular. Termenul sinonim de "vănătoare fără sânge" pentru acest tip de expediție a fost folosit pentru prima dată de fotograful polonez Włodzimierz Puchalski.